# Rafter J Ranch
Rafter J Ranch è un census-designated place degli Stati Uniti d'America, situato nella Contea di Teton nello stato del Wyoming. Nel censimento del 2000 la popolazione era di 1.138 abitanti.

## Geografia fisica
Secondo i rilevamenti dell'United States Census Bureau, la località di Rafter J Ranch si estende su una superficie di 1,7 km², tutti occupati da terre.

## Popolazione
Secondo il censimento del 2000, a Rafter J Ranch vivevano 1.138 persone, ed erano presenti 304 gruppi familiari. La densità di popolazione era di 670,3 ab./km². Nel territorio comunale si trovavano 466 unità edificate. Per quanto riguarda la composizione etnica degli abitanti, il 97,36% era bianco, lo 0,35% era afroamericano, lo 0,18% nativo, lo 0,79% proveniva dall'Asia, lo 0,18% apparteneva ad altre razze e l'1,14% a due o più. La popolazione di ogni razza ispanica corrispondeva all'1,85% degli abitanti.
Per quanto riguarda la suddivisione della popolazione in fasce d'età, il 26,5% era al di sotto dei 18, il 6,9% fra i 18 e i 24, il 34,3% fra i 25 e i 44, il 28,4% fra i 45 e i 64, mentre infine il 4,0% era al di sopra dei 65 anni di età. L'età media della popolazione era di 37 anni. Per ogni 100 donne residenti vivevano 110,7 uomini.